# Hypotacha sabulosa
Hypotacha sabulosa là một loài bướm đêm trong họ Erebidae.